# Paleira
Paleira is een geslacht van kevers uit de familie bladsprietkevers (Scarabaeidae). Het geslacht werd voor het eerst wetenschappelijk beschreven in 1871 door Reiche.

## Soorten
- Paleira femorata (Illiger, 1803)